# بازگنجشک ماداگاسکاری
بازگنجشک ماداگاسکاری (نام علمی: Accipiter madagascariensis) یک گونه از پرندگان شکاری از خانواده بازان است.
این گونه بومزاد ماداگاسکار است. زیستگاه‌های طبیعی آن جنگل‌های خشک نیمه‌گرمسیری یا گرمسیری، جنگل‌های دشت مرطوب نیمه‌گرمسیری یا گرمسیری، جنگل‌های کوهستانی مرطوب نیمه‌گرمسیری یا گرمسیری، ساوانای خشک و بوته‌های خشک نیمه‌گرمسیری یا گرمسیری است.
از دست دادن زیستگاه آن را تهدید می‌کند.
این ممکن است یک زیرگونه از قرقی (بازگنجشک اوراسیا) (A. nisus) و بازگنجشک سینه‌حنایی (A. rufiventris) (فرگوسن-لیس و کریستی 2001).